# (29940) 1999 JK73
A (29940) 1999 JK73 a Naprendszer kisbolygóövében található aszteroida. A LINEAR projekt keretében fedezték fel 1999. május 12-én.